# 博里夫西克 (沙爾霍羅德區)
48°43′25″N 28°8′4″E / 48.72361°N 28.13444°E
博里夫西克（烏克蘭語：Борівське），是烏克蘭的村落，位於該國西南部文尼察州，由日梅林卡區負責管轄，面積0.27平方公里，海拔高度265米，2001年人口152，人口密度每平方公里562.96人。